# Marc-Aurèle de Foy Suzor-Coté

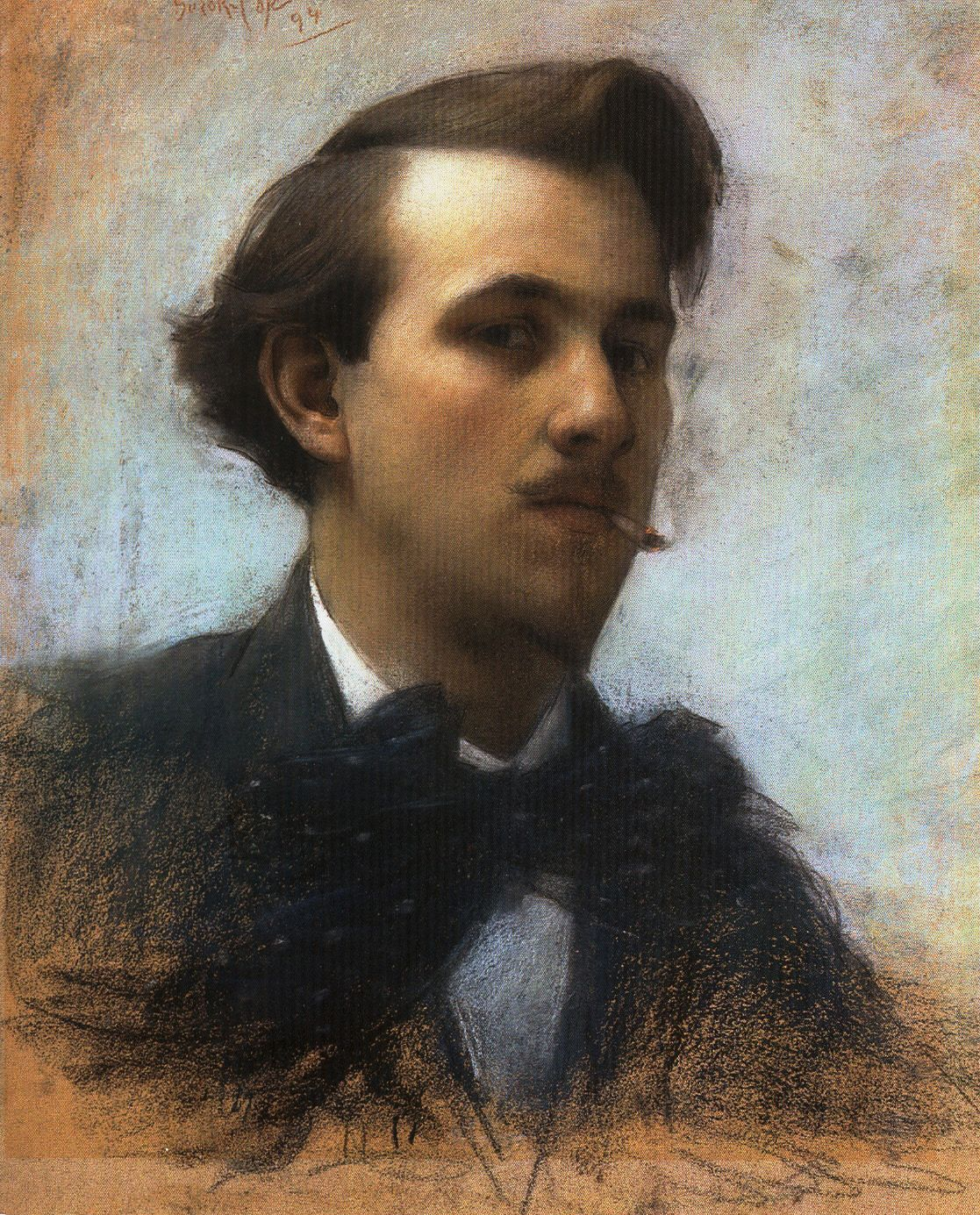
Marc-Aurèle de Foy Suzor-Coté: Selbstporträt, 1894

Marc-Aurèle de Foy Suzor-Coté, geboren als Hypolite Wilfrid Marcaurèle Côté (* 6. April 1869 in Arthabaska, Québec; † 29. Januar 1937 in Daytona Beach, Florida) war ein kanadischer Maler, Bildhauer und Kirchendekorateur. Er gilt als einer der ersten in Kanada geborenen Künstler, die direkt vom französischen Impressionismus und Post-Impressionismus beeinflusst wurden.

## Leben
Hypolite Wilfrid Marcaurèle Côté war der Sohn von Théophile Coté und Marie-Céline-Adéline Suzor. Die Mutter von Marie-Céline-Adéline Suzor war eine de Foy Suzor-Coté hatte fünf Brüder und zwei Schwestern. Sein Vater, ein Notar, wollte ihn ursprünglich zum Erben seiner Kanzlei machen. Suzor-Coté studierte am Collège des Frères du Sacré-Cœur in Arthabaska. Dort lernte er Frère Clépotien kennen, einen französischen Geistlichen mit künstlerischer Ausbildung. Er unterrichtete Suzor-Coté im Zeichnen und Malen. Mit zwölf Jahren erhielt er den ersten Preis für französisches Vorlesen, den zweiten Preis für Kalligrafie, den ersten Preis für Gesang, den ersten Preis für Fanfarenspiel und den ersten Trostpreis für französische Komposition und englisches Vorlesen. Bevor Suzor-Coté 1887 sein Dorf verließ, bemalte er die Wände der Kirche. Suzor-Coté fühlte sich auch zur Musik hingezogen. Er lernte Klavier spielen und wurde Kantor in der Kapelle von Arthabaska.
Im Alter von 18 Jahren erlaubt Théophile Côté seinem Sohn, nach Montréal zu gehen, um dort Malerei zu studieren. Er wird Schüler von Abbé Joseph Chabert. Ab 1887 arbeitete Suzor-Coté mit dem Maler Maxime Rousseau an der Ausschmückung von Kirchen. Während Maxime Rousseau die Fresken malt, stellt Suzor-Coté die Engel her. Er arbeitete für Wilfrid Laurier, einen Freund der Familie Suzor-Coté. 1890 malt er das Fresko des reuigen Petrus im Hôtel-Dieu in Montréal. Zum Studium des Impressionismus reist er mehrmals mit seinem Freund Joseph Saint-Charles nach Paris. Dieser studiert ab 1888 an der École des Beaux-Arts in Paris und überredet Suzor-Coté, ihm nach seiner Rückkehr Ende 1890 zu folgen. Er schiffte sich am 12. März 1891 ein und kam Anfang April in Paris an. Er verbrachte 12 Jahre seines Lebens in Frankreich, bevor er 1907 nach Kanada zurückkehrte. Zunächst wohnte er einige Tage im Hôtel du Havre am Boulevard Montparnasse, bevor er seinem Freund nach Cernay-la-Ville folgte. Die Dorfkneipe Vaux-de-Cernay war bei den Malern der École de Cernay sehr beliebt. Dort traf er unter anderem Léon Germain Pelouse und Henri Harpignies.
In Frankreich studierte er Malerei und Bildhauerei an der École des beaux-arts de Paris und Gesang am Conservatoire de Paris. In dieser Zeit verkehrte er auch mit dem Bildhauer Auguste Rodin. Eines seiner Werke aus dieser Zeit ist Le Grand Nu, eine Akademiestudie einer Freundin von Auguste Rodin. Von Henri Harpignies erhält er Ratschläge, die ihm bei seinen Studien helfen. 1892 lernt er an der Ecole des Beaux-Arts den englischen Kanadier Maurice Cullen kennen, mit dem er sich anfreundet. 1893 reist Suzor-Coté nach Belgien, in die Bretagne und in die Normandie. Auf diesen Reisen malt er belgische Landschaften, Porz-Guen und die Mündung des Trieux sowie Szenen aus dem Landleben. 
1895 kehrte er nach Arthabaska zurück. Sein Atelier wurde um 1895 errichtet. Ein zeitgenössischer Besucher, Jean Chauvin, beschrieb das Atelier kurz und bündig als „voll von tausend einzigartigen Dingen, die er auf seinen Reisen gesammelt und im Laufe der Jahre angehäuft hat, wie ein kleines Museum und ein Sammelsurium“. Mit Hilfe seines Onkels mütterlicherseits, Philippe-Hypolite Suzor, Ehrengeneralvikar von Nicolet, unternahm er eine Reise in die Vereinigten Staaten. Als er 1896 zurückkehrte, hatte er mehrere Aufträge für frankokanadische Kirchen in den Vereinigten Staaten erhalten. 1891 kaufte ihm die Firma Roger & Gallet das Ölgemälde Fleurs ab, das er 1891 als Werbung für eines ihrer Parfums gemalt hatte. 1901 organisiert Suzor-Coté eine Ausstellung seiner aus Europa mitgebrachten impressionistischen Gemälde in der Galerie Scott and Son in der Rue Notre-Dame in Montréal. 1907 ließ er sich in Montréal nieder. Unterstützt wurde er von William Brymner, dem Direktor der Art Association of Montréal.
Am 20. Februar 1927, kurz vor seinem 58. Geburtstag, erlitt de Foy Suzor-Coté einen Schlaganfall, der ihn zwang, seine schöpferische Tätigkeit aufzugeben. Es folgen Behandlungen im Hôpital Français und in der Sanatoriun Prévost in Cartierville. Mit Hilfe seines Bruders Arthur, der Prokurist war, verkaufte er sein Atelier und seine Werke. Die Stadt Arthabaska erwarb alles. Im Januar 1929 reist Suzor-Coté mit seiner Assistentin Mathilde Savard nach Florida. Er ließ sich in Daytona Beach nieder. Am 28. November 1933 heiratete Suzor-Coté seine Assistentin und Krankenschwester. Das Paar führte trotz der körperlichen Behinderung des Künstlers ein reges gesellschaftliches Leben. Am 29. Januar 1937 stirbt Marc-Aurèle de Foy Suzor-Coté.

## Werk

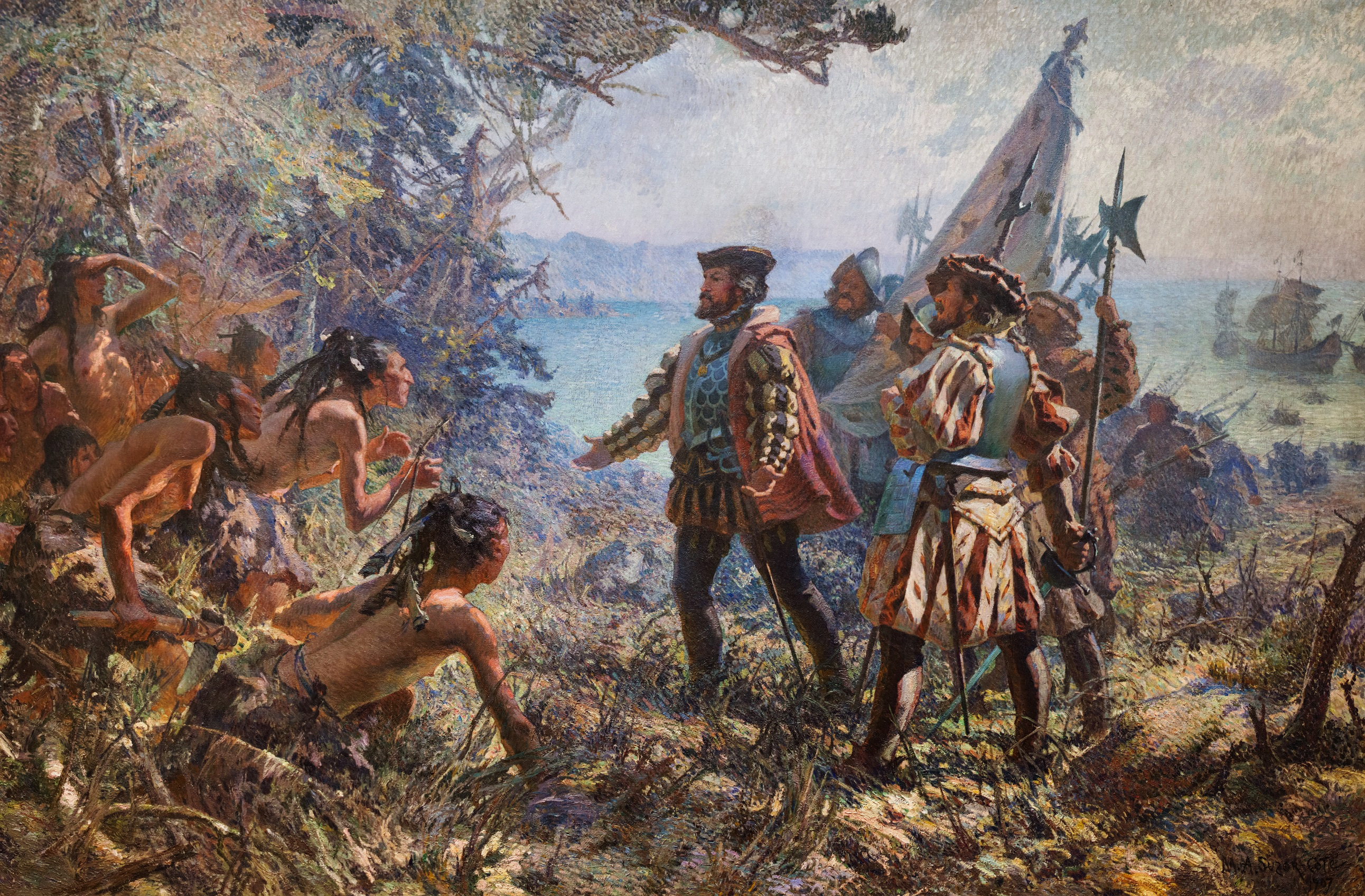
Jacques Cartier Meeting the Indians at Stadacona 1535. Entstanden 1907, Musée national des beaux-arts du Québec

Marc-Aurèle de Foy Suzor-Coté schuf etwa 40 bis 50 kleine impressionistische Bronzefiguren und -gruppen. Sein Werk in der National Gallery of Canada umfasst 28 Gemälde, 10 Skulpturen und mehrere Zeichnungen. Eines seiner bekanntesten Gemälde, Return from the Harvest Field (1903), wurde 1904 von der National Gallery of Canada erworben. Weitere Werke befinden sich im Musée national des beaux-arts du Québec und im RiverBrink Art Museum. Die Zahl seiner Werke wird auf über 1500 geschätzt. Er ist bekannt für seine Historiengemälde wie Jacques Cartier Meeting the Indians at Stadacona 1535, das ursprünglich der kanadischen Regierung angeboten wurde, die es jedoch ablehnte und sich heute im Musée national des beaux-arts du Québec befindet. Viele seiner Bilder zeigen Szenen aus dem Alltagsleben der Menschen seiner Heimat Arthabaska. Im Laufe seiner Karriere widmete er sich auch Aktdarstellungen von Freundinnen, die er gerne als „Cousinen“ bezeichnete.